# Santos-Dumont Demoiselle

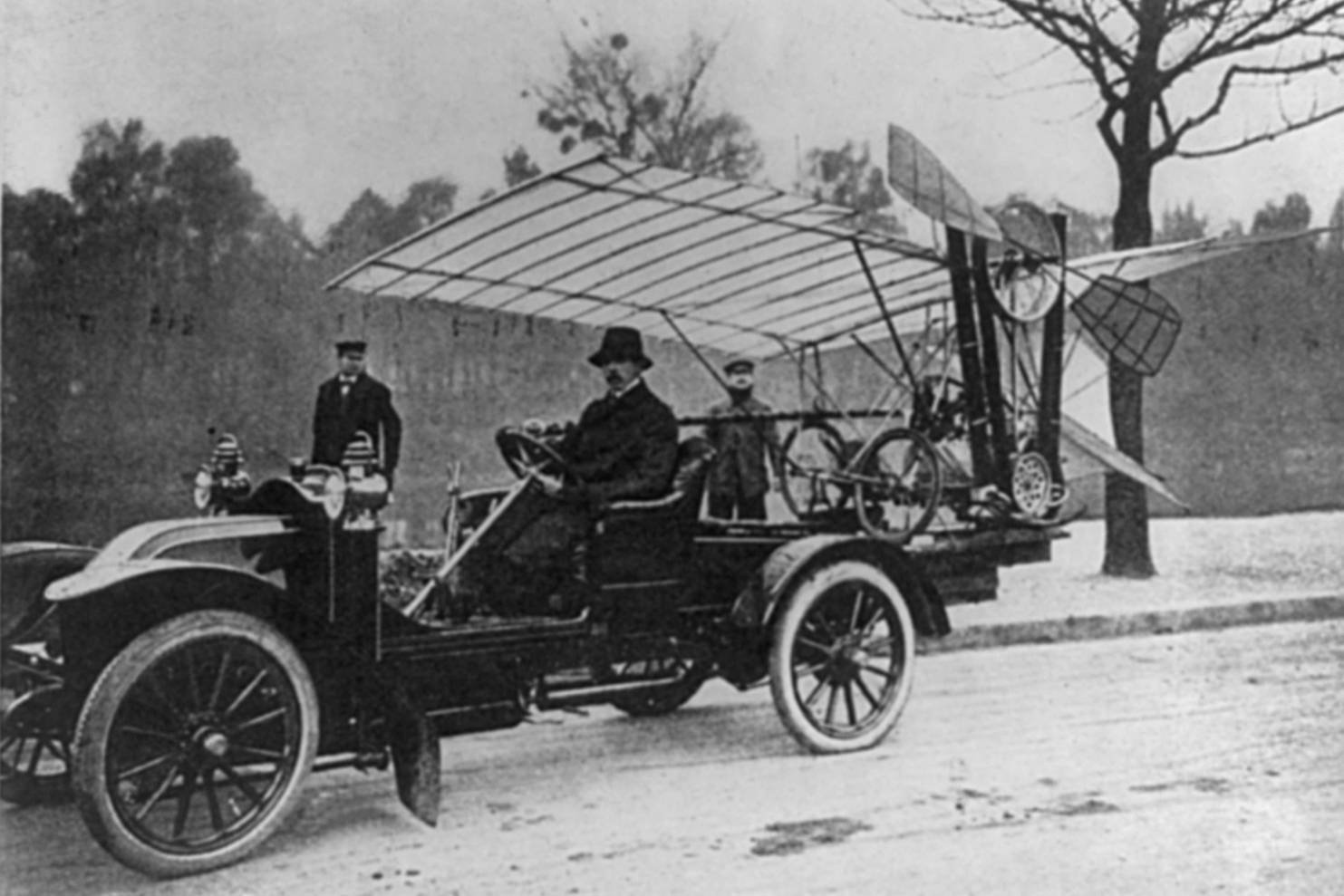
Alberto Santos Dumont mit seiner verstauten Demoiselle

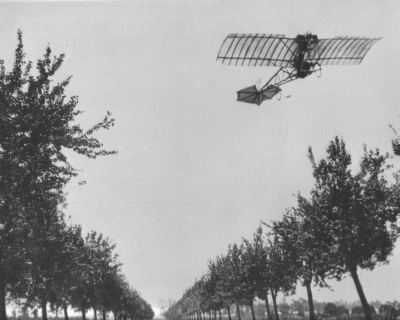
Santos-Dumont beim Flug mit der Demoiselle über Paris 1909

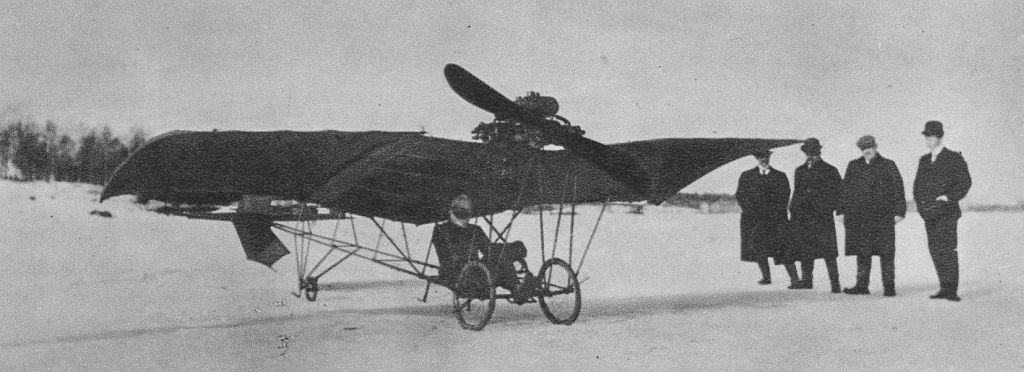
Santos-Dumont Demoiselle No. 20 in Tampere, Finnland

Die Santos-Dumont Demoiselle (frz. demoiselle „Libelle“) war die letzte Entwicklung des brasilianischen Luftfahrtpioniers Alberto Santos Dumont. Sie war das erste in Kleinserie produzierte Sportflugzeug der Welt. Den ursprünglichen Typ Demoiselle Nr. 19 entwickelte Santos-Dumont mehrmals bis zum Typ Nr. 22 weiter.

## Geschichte
Alberto Santos Dumont erhoffte sich mit seinem Leichtflugzeug Nr. 19 den Grand Prix d’Aviation (1 km Flug) von Henry Deutsch und Ernest Archdeacon zu erobern, scheiterte aber. Am 21. November 1907 flog er auf dem Flugfeld in Issy-les-Moulineaux mit seiner Nr. 19 122 Meter weit. Den Preis gewann schließlich Henri Farman am 13. Januar 1908.
Die erste belgische Pilotin Hélène Dutrieu erlernte 1908 auf einer Demoiselle das Fliegen. Ihre ersten Flugversuche ohne Flugschein endeten damals allerdings in einer Bruchlandung. Der letzte Flug von Alberto Santos Dumont endete am 4. Januar 1910 ebenfalls mit einem Unfall einer Demoiselle, über den er nie redete. Das spätere französische Fliegerass im Ersten Weltkrieg Roland Garros flog die Maschine 1910 im Belmont Park in New York.
Santos-Dumont verteilte die Bauzeichnungen der Demoiselle kostenlos, so dass es eine ganze Reihe Nachbauten gab. Die finnische Demoiselle Tampereella vom Typ Nr. 20 von 1910 war so ein Modell. Im Juni und Juli 1911 wurde Santos-Dumont im Magazin Popular Mechanics für die Entwicklung der Nr. 20 und Nr. 21 gewürdigt.

## Konstruktion
Das Leichtflugzeug Nr. ? hatte eine Spannweite von 5 Meter mit 10 m² Flügelfläche. Das aus Bambus hergestellte Flugzeug wurde von einem Zweizylinder-Motor mit  14,7 kW (20 PS) angetrieben, der diese Leistung bei 1.500/min abgab. Das Drachenflugzeug wog nur 60 kg, wovon der Motor 24 kg beisteuerte. Der Propeller hatte einen Durchmesser von 2 m. Der Brennstofftank fasste lediglich einen Liter. Damit erreichte Santos-Dumont eine Reichweite von 500 m.
Das Leichtflugzeug Nr. 19 war 7,90 Meter lang und hatte eine Spannweite von 5,50 Meter. Das ebenfalls aus Bambus hergestellte Flugzeug wurde von einem 13 kW (18 PS) starken Duthiel-Chalmers-Motor angetrieben. Der Motor war trocken nur 24,5 kg schwer und befand sich über dem Kopf des Piloten. Der Motor wurde in den späteren Varianten tiefer vor den Piloten gesetzt. Insgesamt wog das Flugzeug nur 110 kg. Gesteuert wurde die Demoiselle hauptsächlich mit dem Heckleitwerk und über Tragflächenverwindungen. Der Pilot saß unter dem Motor zwischen dem zweirädrigen Fahrwerk.

## Weiterentwicklung und Rekorde
Da die Leistung der Demoiselle zu gering war, ersetzte Santos Dumont 1909 den Motor durch einen 35-PS-Darracq-Motor und nannte die Maschine jetzt Nr. 20; weitere Modifikationen führten zu den Typen Nr. 21 und Nr. 22. Der Typ Nr. 22 hatte eine etwas größere Spannweite und einen 40 PS wassergekühlten Clément-Bayard-Motor. Er hatte eine außerordentliche Leistungsfähigkeit für die damalige Zeit. Nr. 22 flog bis zu 110 km/h schnell und brauchte nur 200 m zum Abheben. Im September 1909 erreichte die Demoiselle mehrere Flugrekorde, wie z. B. einen Flug über 18 km in 16 Minuten.

## Serienfertigung
In der Automanufaktur Clément-Bayard in Frankreich wurden die Maschinen in einer kleinen Serie gebaut, von denen angeblich 15 Exemplare verkauft wurden. Die Maschine konnte innerhalb von 15 Tagen fertig produziert werden. In Europa kosteten die Maschinen mit Motor 7500 Francs. Der Erfinder Tom Hamilton baute sie in der Hamilton Aero Manufacturing in den USA und verkaufte sie ohne Motor für 250 $, die Chicago Company bot sie komplett für 1.000 $ an.

## Museumsflugzeug
Ein Nachbau der Demoiselle No. 20 steht im Museu Aeronáutico in Rio de Janeiro.

## Technische Daten
| Kenngröße             | Daten Santos-Dumont Demoiselle No. 20                                  |
| --------------------- | ---------------------------------------------------------------------- |
| Besatzung             | 1                                                                      |
| Länge                 | 8,00 m                                                                 |
| Spannweite            | 5,10 m                                                                 |
| Höhe                  | 2,40 m                                                                 |
| Flügelfläche          | 10,2 m²                                                                |
| Flügelstreckung       | 2,6                                                                    |
| Leermasse             | 110 kg                                                                 |
| Startmasse            | 143 kg                                                                 |
| Höchstgeschwindigkeit | 90 km/h                                                                |
| Dienstgipfelhöhe      | k. A.                                                                  |
| Flugdauer             | 20–30 min                                                              |
| Triebwerke            | ein 2-Zylinder-Boxermotor Dutheil-Chalmers (Darracq) mit 35 PS (26 kW) |

## Flugfähige Replikate
Ein funktionsfähiges Replikat einer Santos-Dumont Demoiselle wurde für den Film Die tollkühnen Männer in ihren fliegenden Kisten des Jahres 1965 gebaut. Geflogen wurde die Maschine von der britischen Pilotin Joan Hughes als Stuntwoman.
Im August 2013 wurde auf dem Flugplatz Lilienthal in Lachen-Speyerdorf ein flugfähiges Replikat der Demoiselle vorgeführt.